# نوبهار (سرایان)
نوبهار روستایی در دهستان مصعبی بخش آیسک شهرستان سرایان استان خراسان جنوبی ایران است. بر پایه سرشماری عمومی نفوس و مسکن در سال ۱۳۹۰ جمعیت این روستا ۱۵۸ نفر (در ۶۰ خانوار) بوده است.